# Magister Legum Europae
Der Magister Legum Europae (MLE) ist ein europäischer Magisterabschluss, der den Auswirkungen der europäischen Integration auf die universitäre Ausbildung in den Rechtswissenschaften Rechnung tragen soll.
Der Studiengang bereitet die Studierenden auf eine internationale juristische Betätigung vor und vermittelt zusätzlich zu Kenntnissen des Europäischen Rechts auch solche des Rechts der verschiedenen europäischen Rechtsordnungen, unter Bezugnahme auf die sozialen, politischen und wirtschaftlichen Rahmenbedingungen.
Für den Erwerb des MLE ist ein erfolgreich abgeschlossenes Grundstudium der Rechtswissenschaften an einer Universität eines Landes der EU oder der EFTA erforderlich. Ausländische Studierende werden nach Auswahl durch die Partneruniversitäten zugelassen. In Deutschland Studierende müssen für das Fach Rechtswissenschaften an der Universität Hannover immatrikuliert sein und studieren für ein akademisches Jahr – unterstützt durch ein ERASMUS-Stipendium – an einer der 30 Partneruniversitäten des Programms innerhalb der EU. Die Magisterprüfung beinhaltet eine schriftlich angefertigte Magisterarbeit und eine mündliche Prüfung.
Die Anzahl der jährlich höchstens aufzunehmenden Bewerber der Partneruniversitäten ist auf 46 pro Jahr limitiert.

## Inhaltliche Struktur des Studiums
Um den Grad eines/einer Magister/Magistra Legum Europae zu erlangen, müssen – neben einem erfolgreich abgeschlossenen Grundstudium der Rechtswissenschaften – folgende Leistungen erbracht werden.
Erfolgreiche Teilnahme an:
- 4 Kursen im Recht des Landes der besuchten Partneruniversität
- 1 Kurs im institutionellen Europarecht
- 1 Kurs in der Rechtsvergleichung

- 1 Seminarschein, dessen Thematik sich mit dem Forschungsfeld der zu verfassenden Magisterarbeit decken muss

Zusätzlich:
- 1 Magisterarbeit mit einem Umfang von etwa 80 Seiten. Über die Magisterarbeit erfolgt eine 45-minütige Disputation vor einer dreiköpfigen Prüfungskommission, die aus mindestens zwei Universitätsprofessoren bestehen muss.

Für die Magisterarbeit bekommt der Kandidat sechs Monate Zeit. Die im Ausland verbrachten Semester können sich die Teilnehmer zudem auf den sogenannten Freischuss anrechnen lassen. Der Erwerb des MLE ist jedoch auch ohne das erste juristische Staatsexamen möglich.
Benotung:
Die Benotung des an der Universität Hannover angebotenen Studienganges erfolgt nach den lateinischen Begriffen
- summa cum laude – 'hervorragend'
- magna cum laude – 'sehr gut'
- cum laude – 'gut'
- bene – 'befriedigend'
- rite – 'ausreichend'
- insufficienter – 'ungenügend' (durchgefallen)

## Partneruniversitäten
Eine Teilnahme ist an folgenden Universitäten möglich:
Universität Malta, Katholieke Universiteit Leuven, Universität Kopenhagen, Universität Turku, Universität Wien, Universität Le Havre, Universität Rouen, Cergy-Pontoise, Nationale und Kapodistrias-Universität Athen, Aristoteles-Universität Thessaloniki, Universität Complutense Madrid, Universität Hannover, Universität Leipzig, Panteion-Universität Athen, Universität Island, University College Dublin, Universität La Sapienza, Universität Oslo, Katholische Universität Portugal, Universität Saragossa, Universität Stockholm, Université Miséricorde de Fribourg, Reichsuniversität Groningen, University of Durham, Universität Strathclyde Glasgow, Universität Southampton, Universität Nottingham, Karls-Universität Prag, Maria-Curie-Skłodowska-Universität Lublin, Corvinus-Universität Budapest, Universität Vilnius.

## Berufsmöglichkeiten
Der Magister Legum Europae eignet sich für sämtliche juristische Berufe, zum Beispiel bei länderübergreifenden Organisationen, Kanzleien mit Sozietäten in verschiedenen Ländern der EU, Firmen mit besonderen Auslandsbezügen im Feld der Europäischen Union und ebenfalls im öffentlichen Dienst.

## Studienorte
Der Abschluss wird zudem an der Uni Göttingen angeboten, wo er allerdings nur in Verbindung mit dem ersten juristischen Staatsexamen verliehen wird (Notenskala von 1–5).

## Magister des Europäischen Rechts
Vom MLE abzugrenzen ist der Magister des Europäischen Rechts, auch Master of European Laws bzw. Master of European and International Business Laws, kurz LL.M. Eur. genannt.
Bei diesem handelt es sich um eine besondere Art des aus dem englischsprachigen Raum stammenden Master of Laws (LL.M.)-Abschlusses, eines postgradualen Studiengangs, der sich am dualen Abschlusssystem im Sinne des Bologna-Prozesses orientiert.